# Centru, Iași
Centru este un cartier din Iași având ca axă principală Strada Alexandru Lăpușneanu, Piața Unirii, Bulevardul Ștefan cel Mare și Palatul Culturii.